# Joseph Sautel

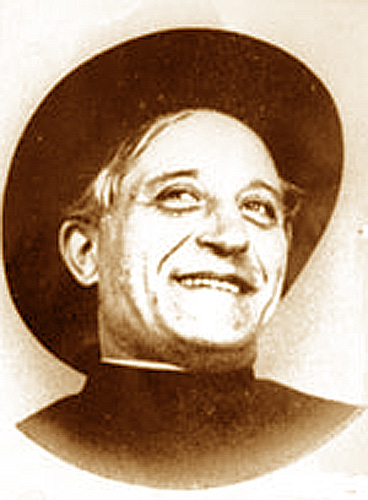
Joseph Sautel in 1925

Joseph Sautel (Soleymieux, 3 april 1880 - Avignon, 6 november 1955) was een Franse rooms-katholieke priester en archeoloog. Hij was verantwoordelijk voor de grootschalige opgravingen naar het Gallo-Romeins verleden van Vaison-la-Romaine in het departement Vaucluse.
Sautel werd in 1902 tot priester gewijd. In 1907 hervatte hij de archeologische opgravingen die eind 19e eeuw begonnen waren in Vaison-la-Romaine. Hij vond de site van het antieke theater en groef daar antieke standbeelden van verschillende Romeinse keizers op. Door deze vondsten kon hij subsidies van de Franse staat en van weldoeners bekomen om zijn onderzoek voort te zetten. Tot aan zijn dood legde hij 15 hectare van het antieke Vaison, Vasio Vocontiorum, hoofdstad van de Gallische stam van de Vocontii bloot. Hij droeg ook zorg voor de consolidatie, presentatie en restauratie van de archeologische vondsten. In de tijdsgeest ging hij soms ver in die restauratie.
Sautel schreef verschillende boeken en artikels over zijn archeologisch werk.